# Nikitas Stamatelopoulos

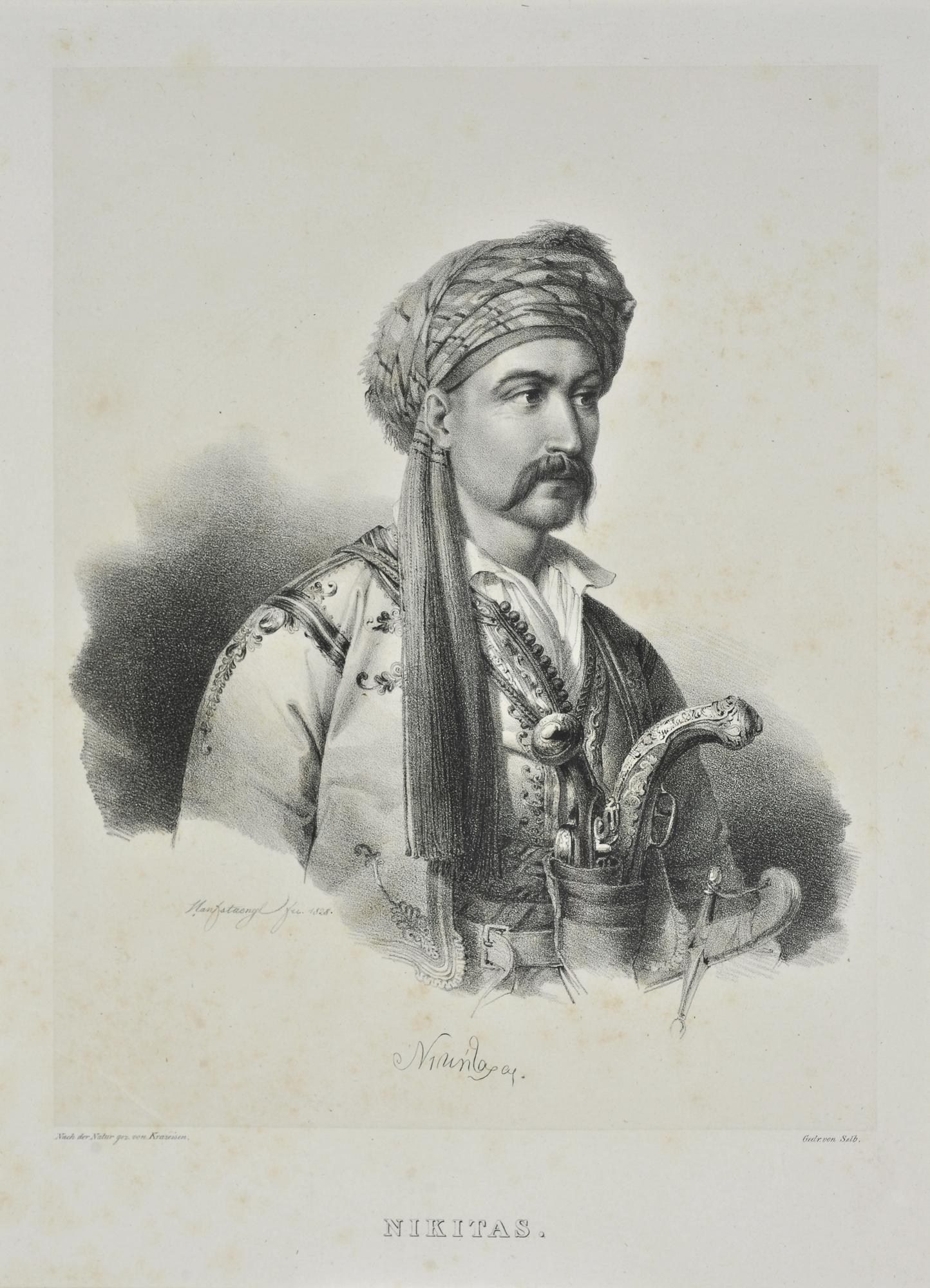
Nikitas, Lithographie von Karl Krazeisen

Nikitas Stamatelopoulos (griechisch Νικήτας Σταματελόπουλος, Kampfname Nikitaras (Νικηταράς), * 1781 in Leondari, Arkadien oder 1782 in Tourkoleka, Arkadien; † 25. September 1849 in Piräus, Attika) war ein griechischer Freiheitskämpfer und Neffe von Theodoros Kolokotronis. 
Er war ein bedeutender Partisanenführer innerhalb der Griechischen Revolution und war an wichtigen Kriegszügen beteiligt. Nikitaras begann seine militärische Laufbahn unter der Führung seines Onkels Theodoros Kolokotronis, indem er zunächst in der griechischen Miliz auf den Ionischen Inseln diente. Später schloss er sich dem Aufstand an, um für die Unabhängigkeit Griechenlands zu kämpfen, insbesondere in Mittelgriechenland.
Durch seine militärischen Leistungen bei wichtigen Schlachten der Revolution, erhielt er den Spitznamen „Türkenfresser“ (Τουρκοφάγος  ‚Tourkophagos‘).

## Frühes Leben
Es herrscht Uneinigkeit über das genaue Geburtsdatum und den Geburtsort von Nikitaras, aber es wird vermutet, dass er etwa im Jahr 1784 entweder im Dorf Nedoussa (Νέδουσα) in der Provinz Messenien auf der Peloponnes oder in Leondari in Arkadien geboren wurde.
Nikitaras wuchs als Sohn des armen Bauern und Klephten Stamatelos Tourkolekas und seiner Frau Sofia Karoutsou auf. Mit elf Jahren begleitete er zum ersten Mal seinen Vater bei der Arbeit im Obstgarten und schloss sich später der Gruppe des bekannten Klephten-Anführers Zacharias Barbitsiotis an, dessen Tochter Angelina er später ehelichte. Er hatte vier Brüder, einer von ihnen war Johannis von Tourkolekas.
Zwischen 1800 und 1808 begannen die Türken eine strenge Verfolgung der Anführer der aufständischen Klephten in der Region Moreas (Peloponnes). Nach dem Verlust seines Vaters durch die Osmanen begleitete Nikitaras, Theodoros Kolokotronis bei allen seinen Einsätzen. Die Hingabe an seinen Onkel wurde in einem Sprichwort der Bevölkerung festgehalten, das besagte, dass Kolokotronis der Kopf war und Nikitaras der Arm. Nikitaras begleitete seinen Onkel Theodoros Kolokotronis nach Zakynthos, wo er zunächst in die russische und später in die französische Armee eintrat.  Im Jahr 1805 meldete sich Nikitaras bei der Griechischen Legion der Republik Ionischer Inseln. Zwischen August 1805 und Januar 1806 nahm er an der gemeinsamen Invasion von Neapel durch britische und russische Truppen teil. Seine herausragenden Leistungen während dieser Kampagne machten ihn besonders bemerkenswert.

Im Jahr 1818 kam er in Kontakt mit dem griechischen Geheimbund Filiki Eteria, für den er sich erfolgreich engagierte und viele Mitglieder anwarb.

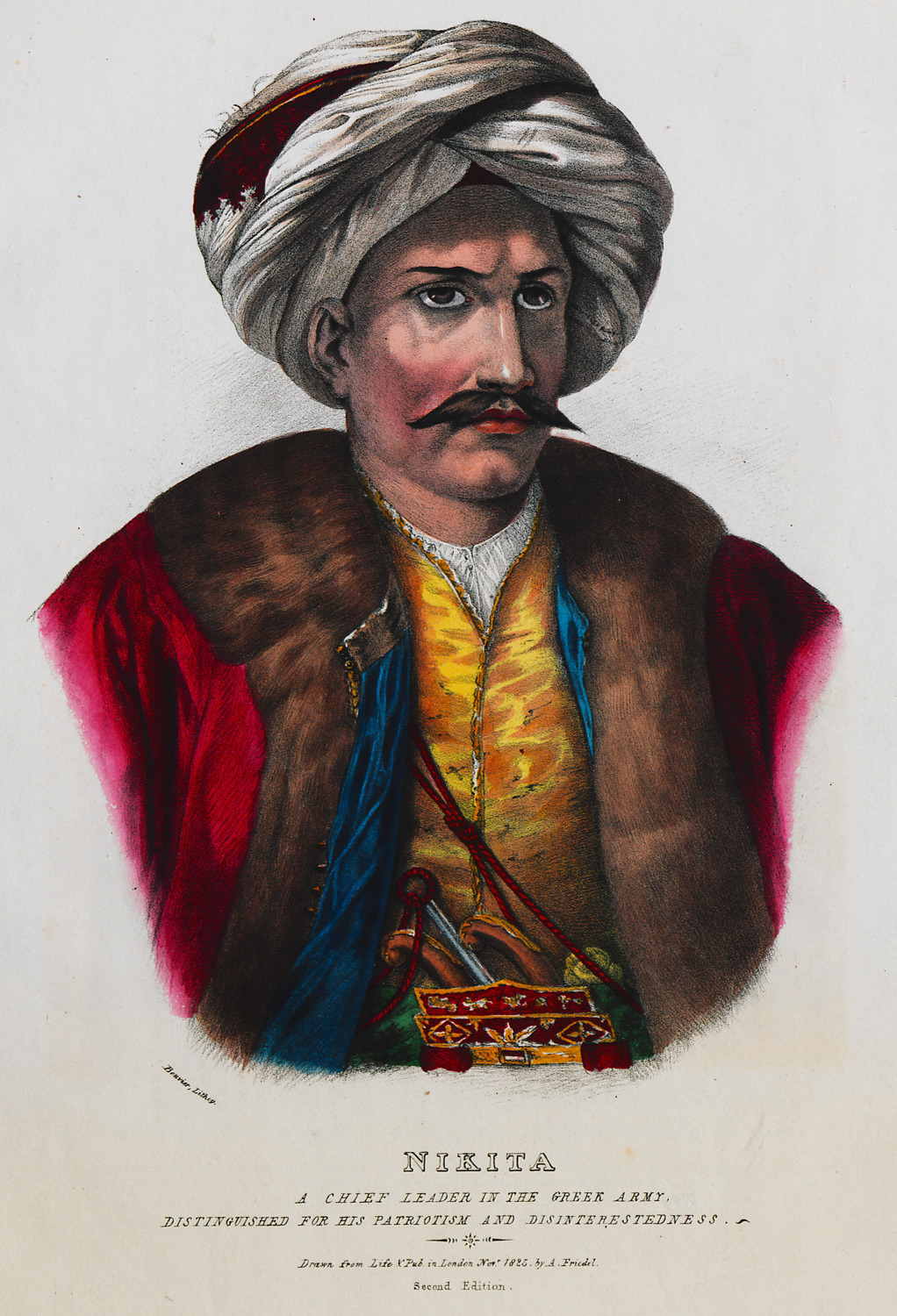
„Nikita, ein führender Anführer in der griechischen Armee, ausgezeichnet für seinen Patriotismus und seine Selbstlosigkeit“ – Friedel Adam De – 1830

## Beteiligung an der Griechischen Revolution
Als der Griechische Unabhängigkeitskrieg begann, kehrten Nikitaras und Theodoros Kolokotronis auf das Festland zurück. Im Jahr 1821 wurde er Anführer einer Gruppe von Palikaren.
Am 23. März 1821 beteiligte er sich gemeinsam mit Theodoros Kolokotronis und Papaflessas an der Befreiung von Kalamata, der ersten errungenen Stadt. Als treuer Unterstützer seines Onkels Kolokotronis war er einer der Ersten, die den Plan zur Belagerung von Tripolis unterstützten.
Am 18. Mai 1821, in der Schlacht von Doliana, führte er 200 Männer Richtung Nafplio, wo er auf die türkische Artillerie von Kechagiampei stieß, die aus 6000 Mann bestand. Nikitaras' Tapferkeit und strategisches Geschick fügte der türkischen Armee einen schweren Schlag zu, wodurch sie die Schlacht floh und fast ihre gesamte schwere Artillerie zurückließ, während 600 Männer fielen. Durch diese Leistung erhielt er den Spitznamen „Tourkofagos“ (Τουρκοφάγος ‚Türkenfresser‘).
Er setzte seine Beteiligung in der Schlacht von Vervena fort, in der er eine Reihe von Siegen errang. Schließlich nahm Nikitaras am 23. September desselben Jahres zusammen mit Theodoros Kolokotronis, Dimitris Plapoutas, Anagnostaras, Petros Mavromichalis und Dimitrios Ypsilantis an der Belagerung von Tripolis teil, was letztendlich zur Rückeroberung der Hauptstadt von Moria und zur Dezimierung der türkischen und jüdischen Bevölkerung führte.
 

Bei der siegreichen Schlacht von Valtetsi im Jahr 1822 spielte er als Anführer von 800 Mann eine entscheidende Rolle. Er kämpfte bei Kaki Skala gegen Kiaya Bey und unterstützte im März und April 1822 erfolgreich im Kampf gegen Mahmud Dramalı Pascha, der die Thermopylen bei Agia Marina bedrohte. Nach Dramalis Invasion der Morea positionierte sich Nikitaras strategisch, um die schmalen Pässe auf dem Weg zurück nach Korinth zu kontrollieren. In dieser Schlacht von Dervenakia fügten die Griechen dem Feind eine verheerende Niederlage zu, bei der 3.000 Türken getötet wurden. Einer seiner Spitznamen war „Nikitaras“ – eine Anspielung auf seinen Namen, der „Sieg“ bedeutet. Nikitaras erlangte Berühmtheit und man erzählte sich, dass er, angeblich fünf Schwerter benutzte: Vier brachen aufgrund übermäßiger Beanspruchung.

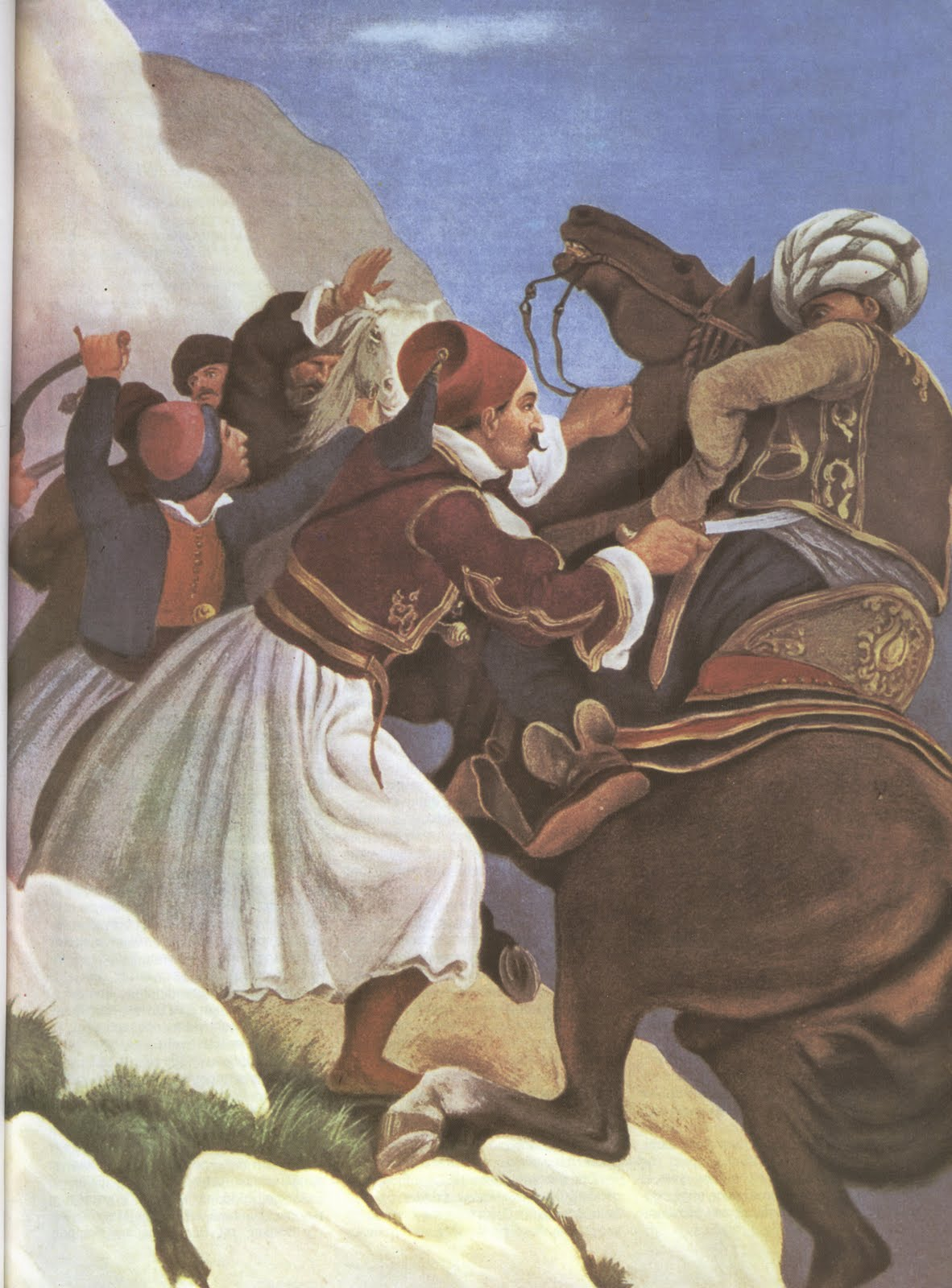
Nikitaras bei der Schlacht von Dervenakia

Während der Belagerung von Mesolongi zeigte Nikitaras weiterhin seine Entschlossenheit. Als Seeleute, die im Voraus Bezahlung für die Verstärkung der belagerten Stadt verlangten, kein Geld vorfanden, bot Nikitaras symbolisch sein Schwert an – ein wertvoller Besitz, den er von einem hochrangigen Türken erbeutet hatte. Dabei rief er: „Alles, was ich habe, ist dieses Schwert. Ich biete es meinem Land an.“ Sein Handeln veranlasste die Anwesenden, freiwillig beizutragen und die Verteidigung der Stadt zu unterstützen.

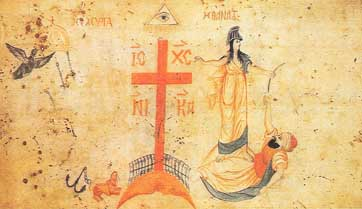
Flagge von Nikitaras´ Einheit

Während der beiden Bürgerkriege innerhalb der Griechischen Revolution schloss sich Nikitaras Theodoros Kolokotronis an und stellte sich damit gegen die Fraktion von Alexandros Mavrokordatos. Er vermied jedoch die persönliche Teilnahme an bewaffneten Auseinandersetzungen und intervenierte häufig, um Gewalt zu verhindern. Nach der Befreiung Griechenlands schloss er sich der Russischen Partei an, hielt sich aber von politischen Angelegenheiten fern. Ähnlich wie sein Onkel Kolokotronis unterstützte Nikitaras Kapodistrias und wurde später zum militärischen Befehlshaber der Peloponnes ernannt. Im Jahr 1829 vertrat er Leondari als Bevollmächtigter auf der vierten Nationalversammlung in Argos.

## Nach der Griechischen Revolution
Er setzte sich entschieden für die Rechte derjenigen ein, die in der Revolution gekämpft hatten. Nach der Ankunft von König Otto geriet er in Ungnade und wurde im Jahr 1839 unter dem Vorwurf, einen Staatsstreich gegen König Otto geplant zu haben, zusammen mit seinem Onkel Theodoros Kolokotronis, verhaftet und in der Festung Palamidi (Nafplio) eingesperrt. Mithin konnte er seinen Plan nicht erfüllen, nach dem Krieg ein Unternehmen für die Herstellung von Papier zu gründen. Obwohl er bei seinem Prozess im Jahr 1840 freigesprochen wurde, was die Regierung verärgerte, wurde er erneut, ähnlich wie Theodoros Kolokotronis, durch königlichen Erlass umgangen und auf Ägina inhaftiert. Schließlich musste Otto ihm unter den Drohungen von General Makrygiannis am 18. September 1841 verzeihen, sodass Nikitaras samt seiner Familie wieder nach Piräus zog. Die Zeit im Gefängnis, beeinträchtigte jedoch stark seine Gesundheit, unter anderem wurde er blind. Nach der Revolution des 3. September 1843, wurde er zum Generalleutnant befördert und erhielt eine Ehrenpension. Im Jahr 1847 wurde er weiterhin zum Senator gewählt.

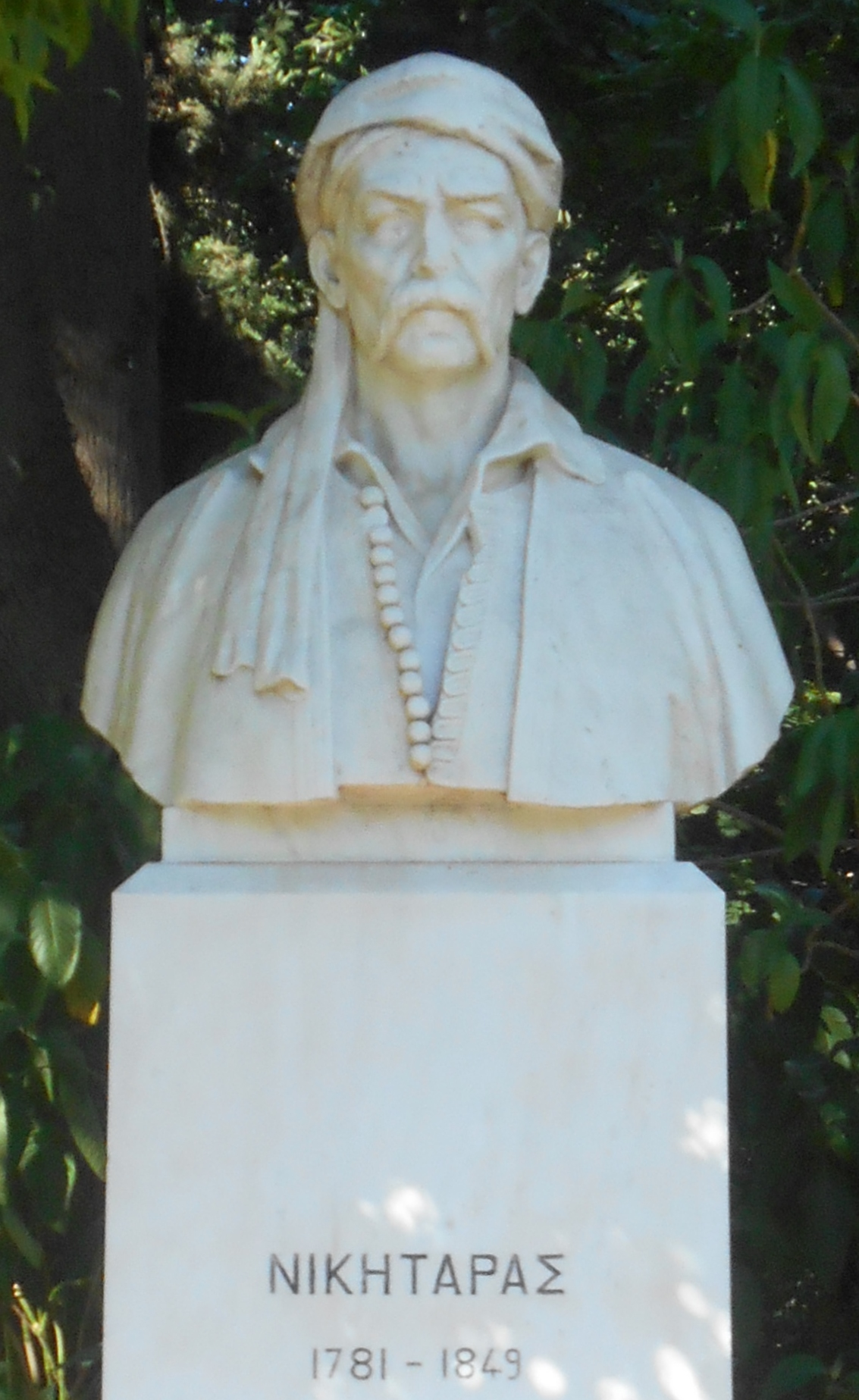
Büste von Nikitas samt Aufschrift von Namen und Geburts- und Sterbejahr

Er verstarb am 25. September 1849 in seinem Haus in Piräus an Diabetes, nur zwei Tage nachdem er den Jahrestag der Einnahme von Tripolis gefeiert hatte, und wurde auf dem Ersten Friedhof von Athen neben seinem Onkel Theodoros Kolokotronis beigesetzt. Obwohl Nikitaras für seine militärischen Erfolge in der Gesellschaft hochgeachtet war, starb er besitzlos. Er hatte zwei Töchter und einen Sohn namens Ioannis Stamatelopoulos, welcher ebenfalls eine militärische Karriere anstrebte. Er hinterließ unter anderem seine Memoiren. Seinen Tod kommentierte die Prinzessin von Bayern und Ehefrau des griechischen Königs Otto – Amalie von Oldenburg folgendermaßen: „Grade kracht es. Dem Nikitaras, dem Türkenfresser wird das letzte Lebewohl, dem alten Freyheitskämpfer, von seinen Kameraden gebracht, wie schade, so schwindet einer nach dem andern vom Schauplatz.“